# Growing Up in Public (Professor Green)
Growing Up in Public è il terzo album discografico in studio del rapper britannico Professor Green, pubblicato nel 2014.

## Tracce
1. I Need Church – 4:08 (Stephen Manderson, Mustafa Omer, James Murray)
2. Dead Man's Shoes (feat. James Craise) – 3:25 (Manderson, James Craise, Omer, Murray, Mark Everett, John Parish)
3. Lullaby (feat. Tori Kelly) – 4:53 (Manderson, Chris Crowhurst, Ina Wroldsen)
4. Little Secrets (feat. Mr Probz) – 3:58 (Manderson, Tom Hull)
5. Name in Lights (feat. Rizzle Kicks) – 3:13 (Manderson, Alex "Cores" Hayes, Jordan Stephens, Harley Alexander-Sule, Edward Hayes)
6. Fast Life – 3:42 (Manderson, Omer, Murray)
7. Can't Dance Without You (feat. Whinnie Williams) – 3:08 (Manderson, Lily Allen, Tom Barnes, Ben Kohn, Pete Kelleher)
8. Not Your Man (feat. Thabo) – 3:28 (Manderson, Felix Joseph, James Walsh)
9. In the Shadow of the Sun – 3:56 (Manderson, Crowhurst, Tom Liljegren, Alexander Ryberg, Joseph Khajadourian, Alex Schwartz)
10. Growing Up in Public – 3:25 (Manderson, Khalil Abdul-Rahman, Erik Alcock, Pranam Injeti)